# Хасанская улица (Санкт-Петербург)
Хаса́нская улица — широтная улица в жилом районе Ржевка-Пороховые, а также в историческом районе Пороховые Красногвардейского административного района Санкт-Петербурга. Проходит вдоль его южной границы с Невским районом от Индустриального проспекта до улицы Коммуны. Западнее Индустриального проспекта переходит в улицу Передовиков. Параллельна Ленской улице, улице Кржижановского и железнодорожной линии Ладожский вокзал — Заневский Пост-2.

## История
Улица получила название 6 декабря 1976 года по другой, упразднённой улице на Пороховых (Хасановской), названной по Хасанским боям 1938 года, и ставшей частью проспекта Наставников.
Жилая застройка расположена на чётной (северной) стороне улицы.

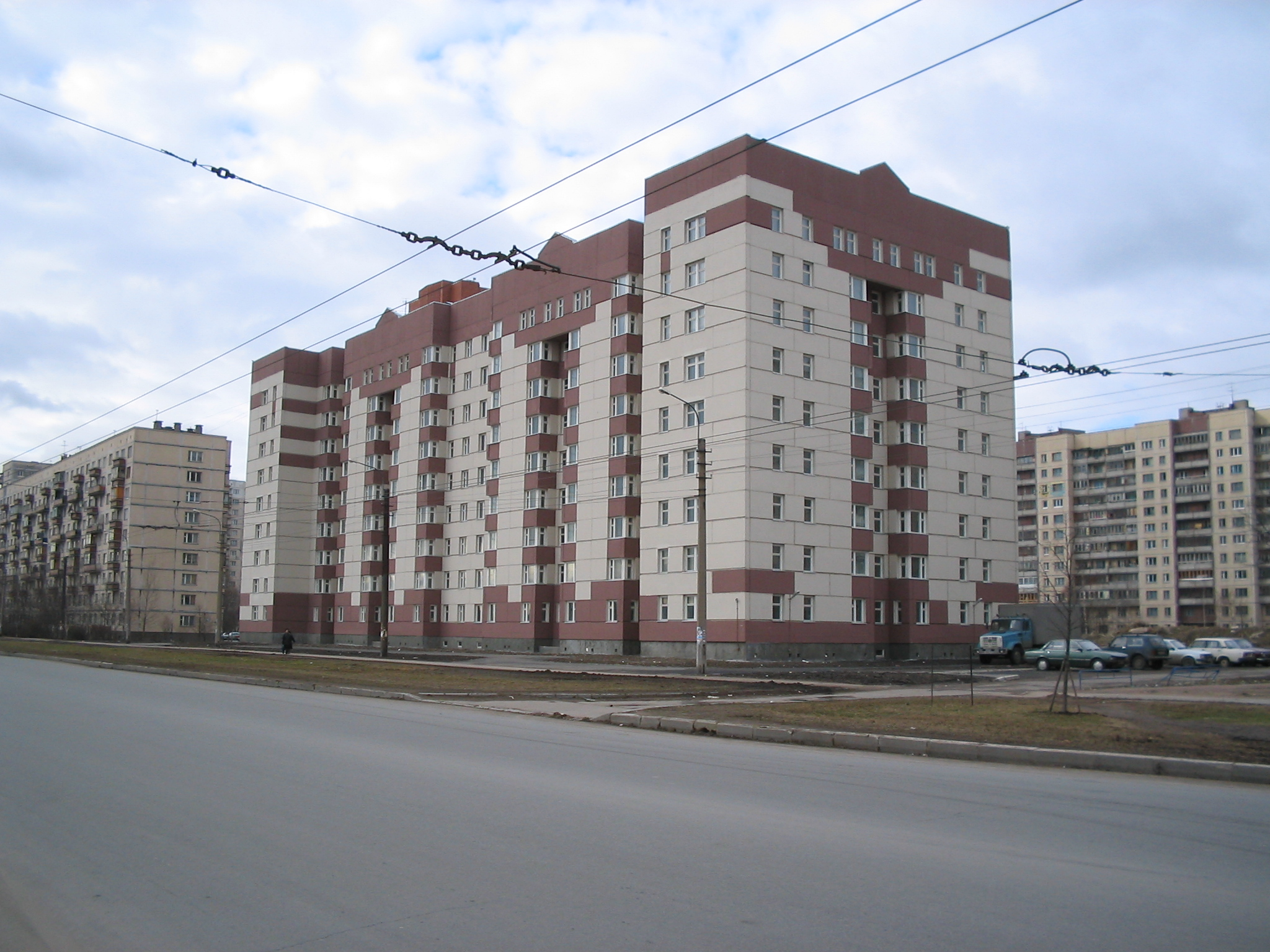
Хасанская улица, дом 22, корпус 1. 2004 год

## Пересечения
С запада на восток (по увеличению нумерации домов) Хасанскую улицу пересекают следующие улицы:
- Индустриальный проспект — пересечение с переходом Хасанской улицы в улицу Передовиков;
- проспект Наставников — пересечение;
- Белорусская улица — примыкание;
- улица Коммуны — примыкание.

## Транспорт
Ближайшие к Хасанской улице станции метро — «Проспект Большевиков» (около 2 км по прямой от начала улицы) и «Ладожская» (около 2,1 км по прямой от начала улицы) 4-й (Правобережной) линии.
По Хасанской улице проходит троллейбусный маршрут  № 22, а также автобусные маршруты № 15, 23, 24, 102, 124, 153, 169 и 174.
У пересечения Хасанской улицы с проспектом Наставников расположены трамвайное («Хасанская улица», маршрут № 8), троллейбусное (маршрут № 22) и автобусное (маршруты № 24, 153 и 169) кольца.
На расстоянии около 800 м по прямой от конца Хасанской улицы находится железнодорожная станция Заневский Пост, на расстоянии около 2,0 км по прямой от начала улицы — Ладожский вокзал.

## Общественно значимые объекты

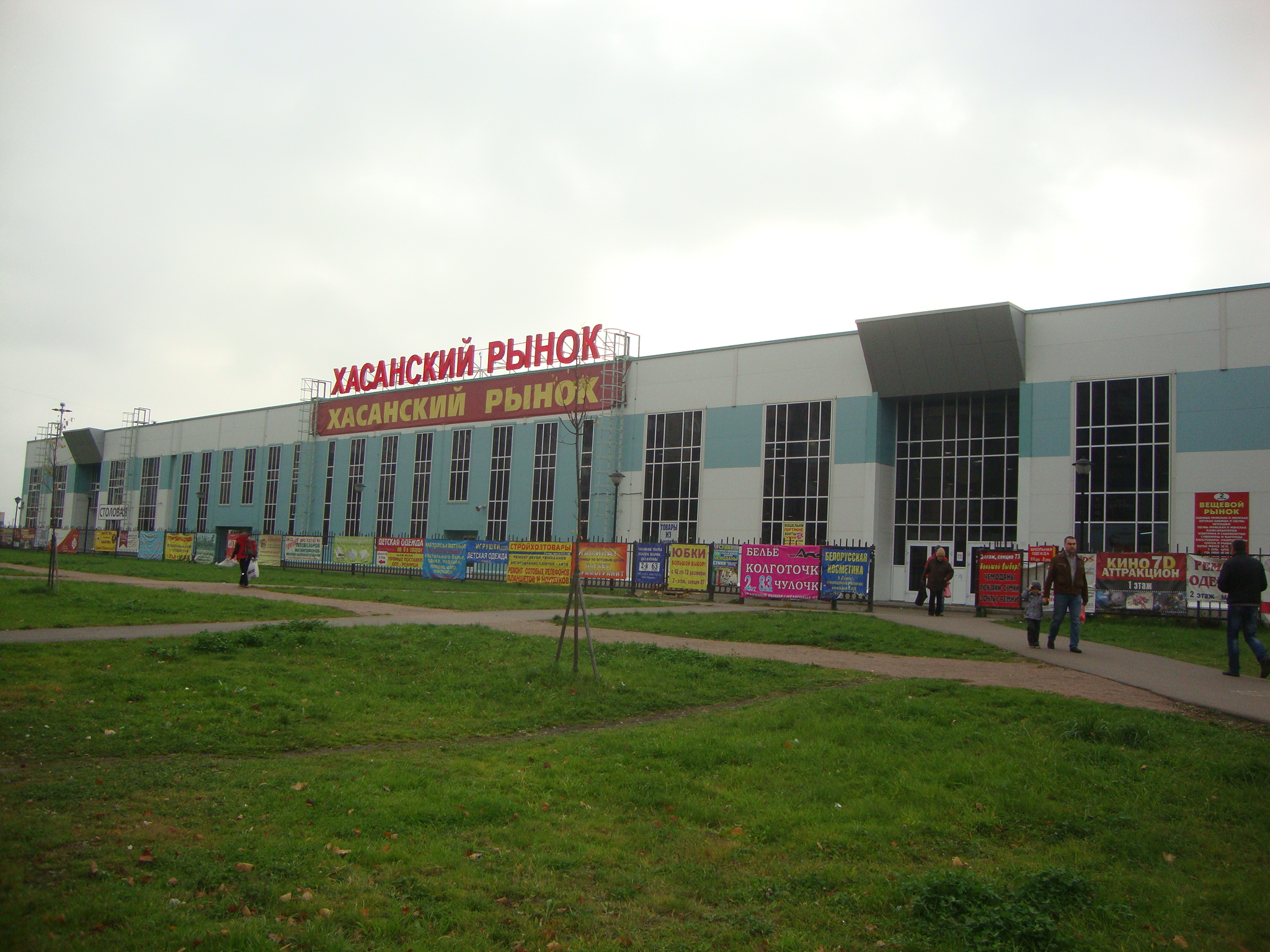
Хасанский рынок (2014)

- автосалон «Mitsubishi Motors» (у пересечения с Индустриальным проспектом) — дом 1;
- автосалон «Авто Премиум» — дом 5;
- школа № 577 — дом 4, корпус 2, литера А; дом 6, корпус 2, литера А;
- фитнес-клуб «Sculptors» — дом 10, корпус 2;
- ООО «ЛенТрансСтрой» — дом 7, литера А;
- школа № 151 — дом 14, корпус 2;
- Хасанский рынок (у пересечения с проспектом Наставников) — дом 15;
- школа здоровья и индивидуального развития — дом 18, корпус 3;
- гипермаркет «Лента» — дом 17, корпус 1;
- детский сад № 45 — дом 26, корпус 2;
- теннисный клуб «Хасанская 19» (напротив примыкания Белорусской улицы) — дом 19.